# Área rural de Zeynabad
El área rural de Zeynabad (en persa: دهستان زين آباد) es un área rural (dehestán) en el distrito de Shal, condado de Buin-Zahra, provincia de Qazvin, Irán. En el censo de 2006, su población era de 3,958, en 876 familias. El área rural tiene 12 aldeas.